# CDS Náchod

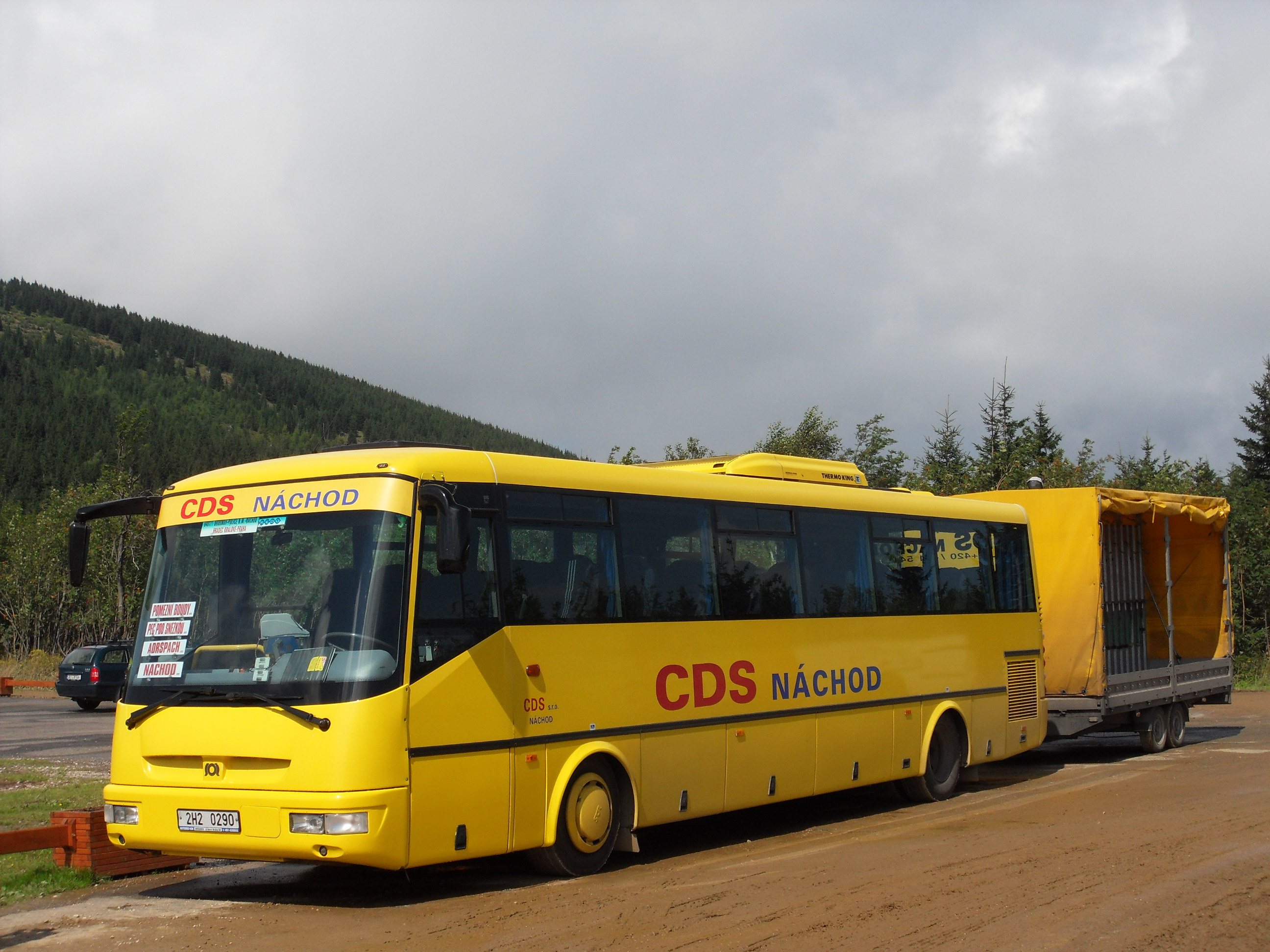
Autobus SOR C 10,5 dopravce CDS Náchod s přívěsným vozem na přepravu kol

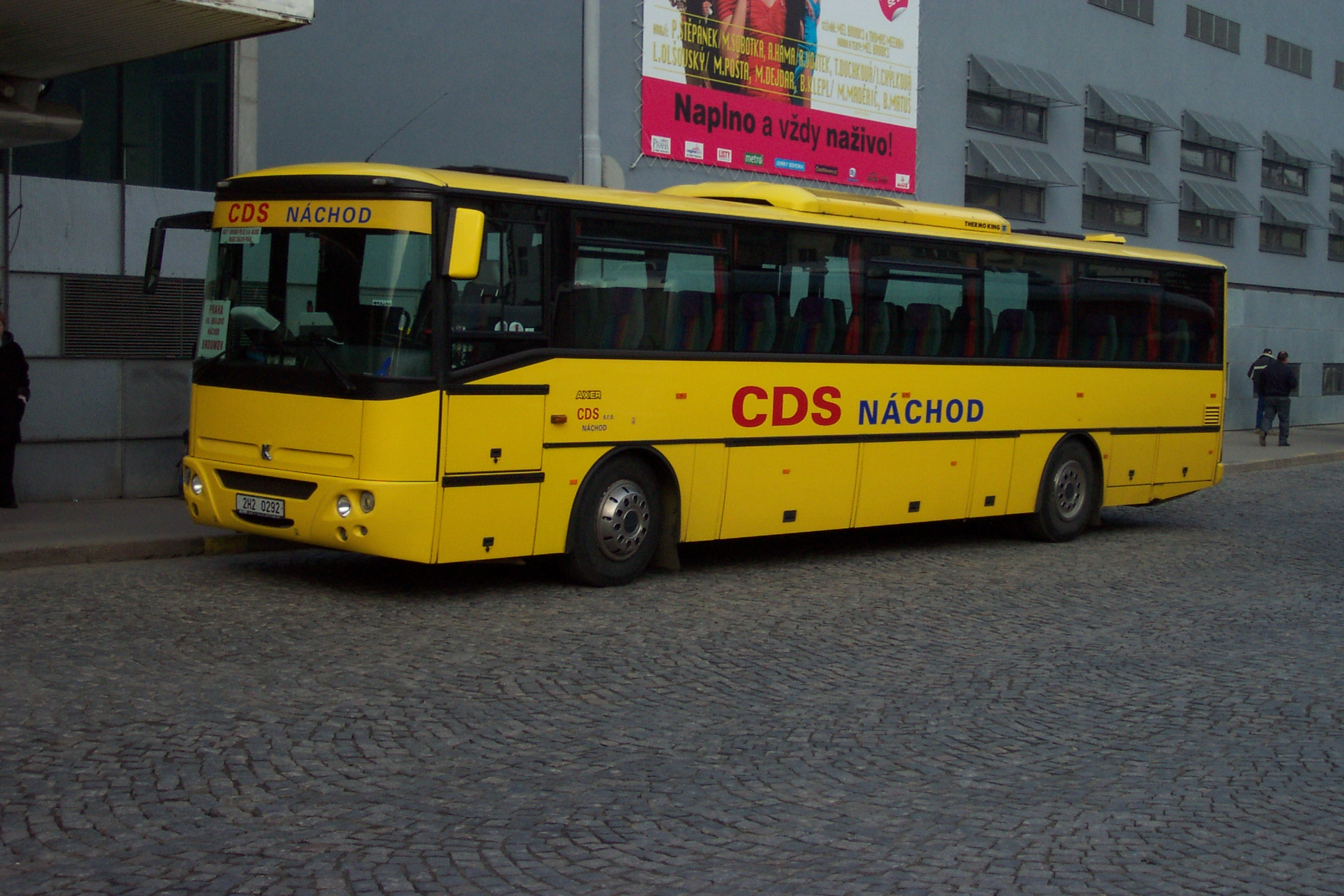
Autobus Karosa C 956 Axer dopravce CDS Náchod

CDS s.r.o. Náchod je česká soukromá firma sídlící v Náchodě, která vznikla z bývalé společnosti ČSAD Náchod. Vlastní 54 provozních autobusů a 60 kamionů, jejich vozy mají žlutý nátěr. Autobusové linky jsou součástí integrovaného dopravního systému IREDO. Firma dále poskytuje další služby, např. mytí vozidel, prodej náhradních dílů, prodej pohonných hmot, opravy vozidel, zájezdovou dopravu a přepravu nákladů.

## Vozový park
Vozový park CDS Náchod (červenec 2018):

### Dálkové autobusy
- MAN Lion´s Coach
- SOR LC 10.5
- SOR LC 12

### Příměstské autobusy
- Irisbus Crossway LE 10.8M
- Irisbus Crossway LE 12M
- Iveco Crossway LE LINE 12M
- Iveco Crossway LE LINE 10.8M
- Iveco Crossway LINE 12M
- Karosa Axer 12M C956.1074
- Karosa C954.1360
- MAN Lion´s Regio C
- Setra S 415 LE business
- SOR CN 8.5
- SOR CN 10.5
- SOR CN 9.5
- SOR C 10.5
- SOR C 9.5

### Malé autobusy
- MAVE Fiat MAVE CiBus ENA MV 55A
- Mercedes-Benz Sprinter 411 CDI
- Mercedes-Benz Sprinter 513 CDI
- Mercedes-Benz Sprinter 519 CDI
- Rošero First FCLLI

## Linky

### Mezinárodní linky
- 000089 Hronov-Vysoká Srbská-Žďárky-Malá Čermná-Kudowa Zdrój
- 000158 Náchod-Kudowa Zdrój
- 000554 Náchod-Kudowa Zdrój-Karłów-Wambierzyce-Broumov

### Dálkové linky
- 640111 Broumov-Police nad Metují-Náchod-Hradec Králové-Praha
- 640120 Broumov-Náchod-Nové Město nad Metují/Jaroměř-Hradec Králové-Pardubice

### Příměstské linky
- 610108 Hradec Králové-Všestary-Máslojedy-Cerekvice n.Bystř.-Boháňka
- 610112 (IREDO 112) Černilov-Hradec Králové
- 611115 Hradec Králové-Třebechovice p.Oreb.
- 640101 Broumov-Police n. Met.-Hronov-Náchod
- 640102 (IREDO 305) Náchod-Nové Město n.Met.-Hradec Králové
- 640103 Náchod-Nové Město n.Met.-Dobruška-Rychnov n.Kněž.
- 640106 (IREDO 361) Police n.Met.-Machov-Bělý-Police n.Met.
- 640107 (IREDO 360) Police n.Met.-Česká Metuje-Teplice n.Met.-Adršpach
- 640109 (IREDO 363) Police nad Metují-Suchý Důl-Slavný-Hlavňov-Police nad Metují
- 640110 (IREDO 370) Machov-Hronov-Náchod
- 640112 (IREDO 371) Broumov-Hejtmánkovice-Police n.Met.
- 640113 (IREDO 374) Broumov-Šonov
- 640114 Broumov-Meziměstí-Teplice n.Met.-Adršpach
- 640115 (IREDO 352) Náchod-Hronov-Vysoká Srbská-Žďárky-Malá Čermná
- 640116 (IREDO 351) Náchod-Hronov-Stárkov-Jívka-Radvanice
- 640118 (IREDO 321) Červený Kostelec-Červená Hora-Slatina n.Ú.-Hořičky-Česká Skalice
- 640123 Hradec Králové-Náchod-Adršpach-Trutnov-Pec p.Sněžkou-Pomezní Boudy
- 640124 (IREDO 350) Červený Kostelec-Hronov
- 640125 (IREDO 300) Náchod-Červený Kostelec-Rtyně v Podkrkonoší-Úpice
- 640126 (IREDO 301) Náchod-Zábrodí-Červený Kostelec
- 640127 (IREDO 303) Náchod-Kramolna-Olešnice-Červený Kostelec
- 640128 (IREDO 302) Náchod-Kramolna-Studnice-Česká Skalice-Jaroměř
- 640129 Náchod-Hronov-Červený Kostelec-Malé Svatoňovice-Odolov
- 640130 (IREDO 420) Úpice-Trutnov
- 640131 Náchod-Česká Čermná-Nový Hrádek-Slavoňov-Nové Město n.Met.
- 640132 Náchod-Česká Skalice-Jaroměř-Hradec Králové
- 640133 Náchod-Nové Město n.Met.-Přibyslav
- 640134 Náchod-Bražec-Nové Město n.Met.-Chlístov-Dobruška
- 640135 Nové Město n.Met.-Bohuslavice-Dobruška
- 640136 Nové Město n.Met.-Mezilesí-Nový Hrádek
- 640137 (IREDO 330) Nové Město n.Met.-Nahořany-Velká Jesenice-Jaroměř-Josefov
- 640138 Dobruška-Ohnišov-Nový Hrádek-Olešnice v Orl.h.
- 640139 Dobruška-Opočno-Třebechovice p.Oreb.-Hradec Králové
- 640140 (IREDO 313) Dobruška-Opočno-České Meziříčí-Králova Lhota-Jasenná-Jaroměř
- 640141 (IREDO 111) Dobruška-Opočno-České Meziříčí-Jílovice-Hradec Králové
- 640143 (IREDO 264) Deštné v Orl.h.-Dobruška
- 640144 (IREDO 311) Jaroměř-Josefov-Vlkov-Smiřice-Smržov-Skalice-Hradec Králové
- 640145 (IREDO 331) Nové Město n.Met.-Ohnišov-Bačetín-Sedloňov-Deštné v Orl.h.
- 640146 (IREDO 263) Dobruška-Opočno/Pohoří-Č.Meziříčí
- 640320 (IREDO 320) Červená Hora-Žernov-Česká Skalice
- 640349 (IREDO 349) Červený Kostelec-Česká Skalice-Kvasiny,,Škoda Auto-Rychnov n.Kněž.
- 640421 (IREDO 421) Úpice-Hořičky-Česká Skalice
- 645121 (IREDO 391) Pavlišov-aut.st.-Běloves-Branka-Bražec-aut.st.-Pavlišov